# Ga Guil
Ga Guil (Tiếng Hàn: 구일역, Hanja: 九一驛) là ga tàu điện ngầm của Tàu điện ngầm vùng thủ đô Seoul tuyến 1 tọa lạc tại 133 Guil-ro, Guro-gu, Seoul. Tên nhà ga này xuất phát từ vị trí của nó trong Guro 1 (phát âm il)-dong. Đại học Dongyang Mirae nằm gần đây.

## Lịch sử
- Tháng 4 năm 1993 : Bắt đầu xây dựng
- 16 tháng 2 năm 1995: Khai trương kinh doanh như một ga tiện ích.
- Tháng 2 năm 2015: Lắp đặt cửa chắn
- 29 tháng 3 năm 2016 : Lối ra 2 mới được xây dựng nhằm tạo sự thuận tiện cho người hâm mộ bóng chày và người dân khu vực phía Tây.

## Bố trí ga
| Tầng 1    | Tầng 1    | Tầng 1   | Tầng 1   | Tầng 1   |           | Tầng 2    | Tầng 2 |
| ↑ Guro    | ↑ Guro    | ↑ Đi qua | ↑ Đi qua | ↑ Đi qua | Guro ↓    | Guro ↓    |        |
| １        |           |          | ２３     |          | ４        |           |        |
| Gaebong ↓ | Gaebong ↓ | Đi qua ↓ | Đi qua ↓ | Đi qua ↓ | Gaebong ↓ | Gaebong ↓ |        |

| １ | ● Tuyến 1 | ← Hướng đi Uijeongbu · Dongducheon · Yeoncheon                                        |
| ２ | ● Tuyến 1 | ← Hướng đi Guro (Tàu tốc hành đi qua)                                                 |
| ３ | ● Tuyến 1 | → Khởi hành từ Guro (Tàu tốc hành đi qua) → → Hướng đi Bucheon · Bupyeong · Incheon → |
| ４ | ● Tuyến 1 | → Hướng đi Bucheon · Bupyeong · Incheon →                                             |

## Xung quanh nhà ga
| Lối ra \| 나가는 곳 \| Exit \| 出口 | Lối ra \| 나가는 곳 \| Exit \| 出口 |
| ----------------------------------- | --- |
| Phía đông Ga Guil                   | |
| 1                                   | Trung tâm cộng đồng Guro 1-dong Trung tâm an toàn công cộng Guro 1 Bưu điện Guro 1-dong Trường trung học cơ sở Guil Trường trung học Guil Trường tiểu học Guil                                             |
| Phía tây Ga Guil                    | |
| 2                                   | Trung tâm cộng đồng Gocheok 1-dong Gocheok Sky Dome Đại học Dongyang Mirae Trạm cứu hỏa Guro Trường tiểu học Seoul Gosan Trường trung học cơ sở Gocheok Bệnh viện Guro Sungsim Trường tiểu học Seoul Gowon |

## Hình ảnh

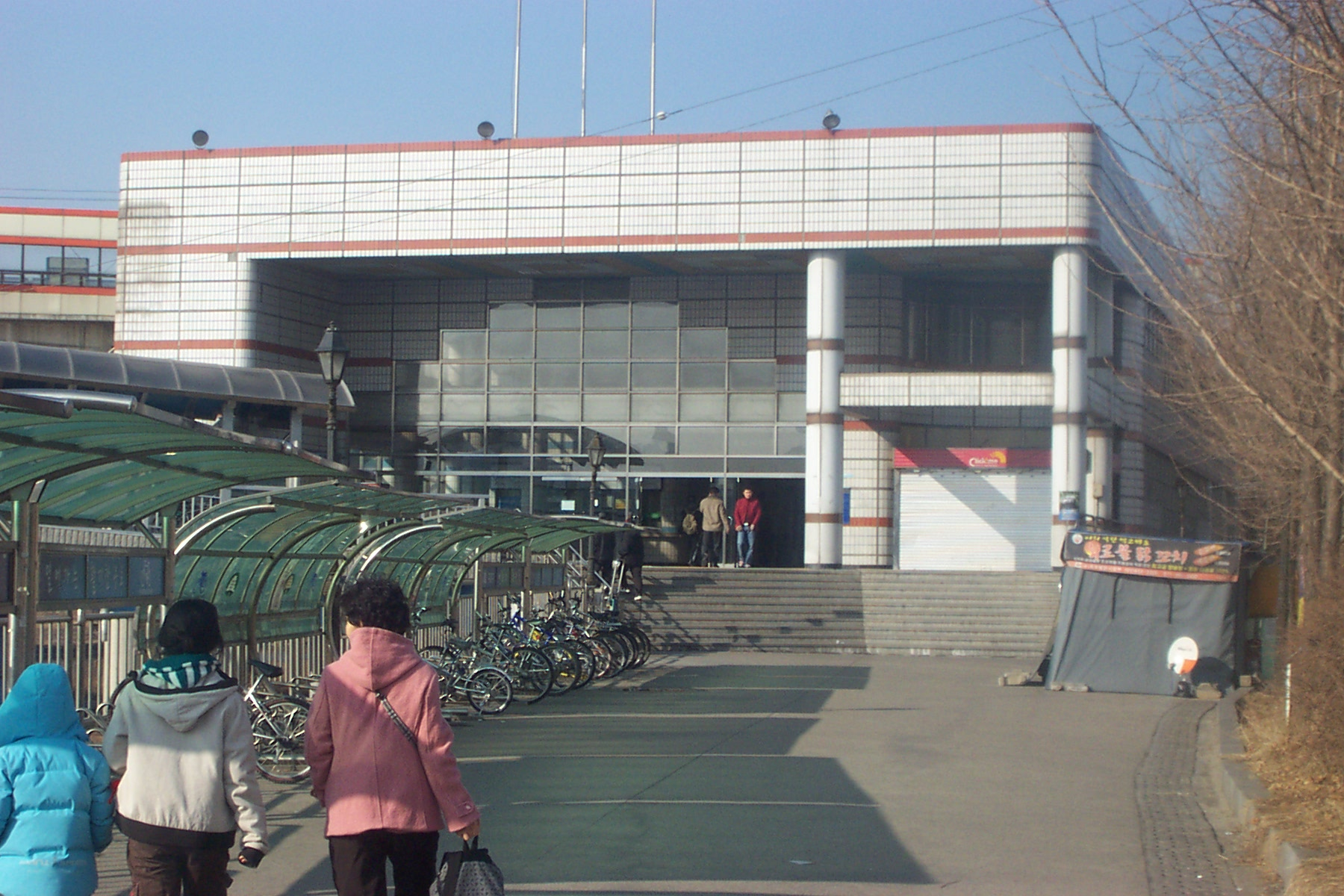
Nhà ga
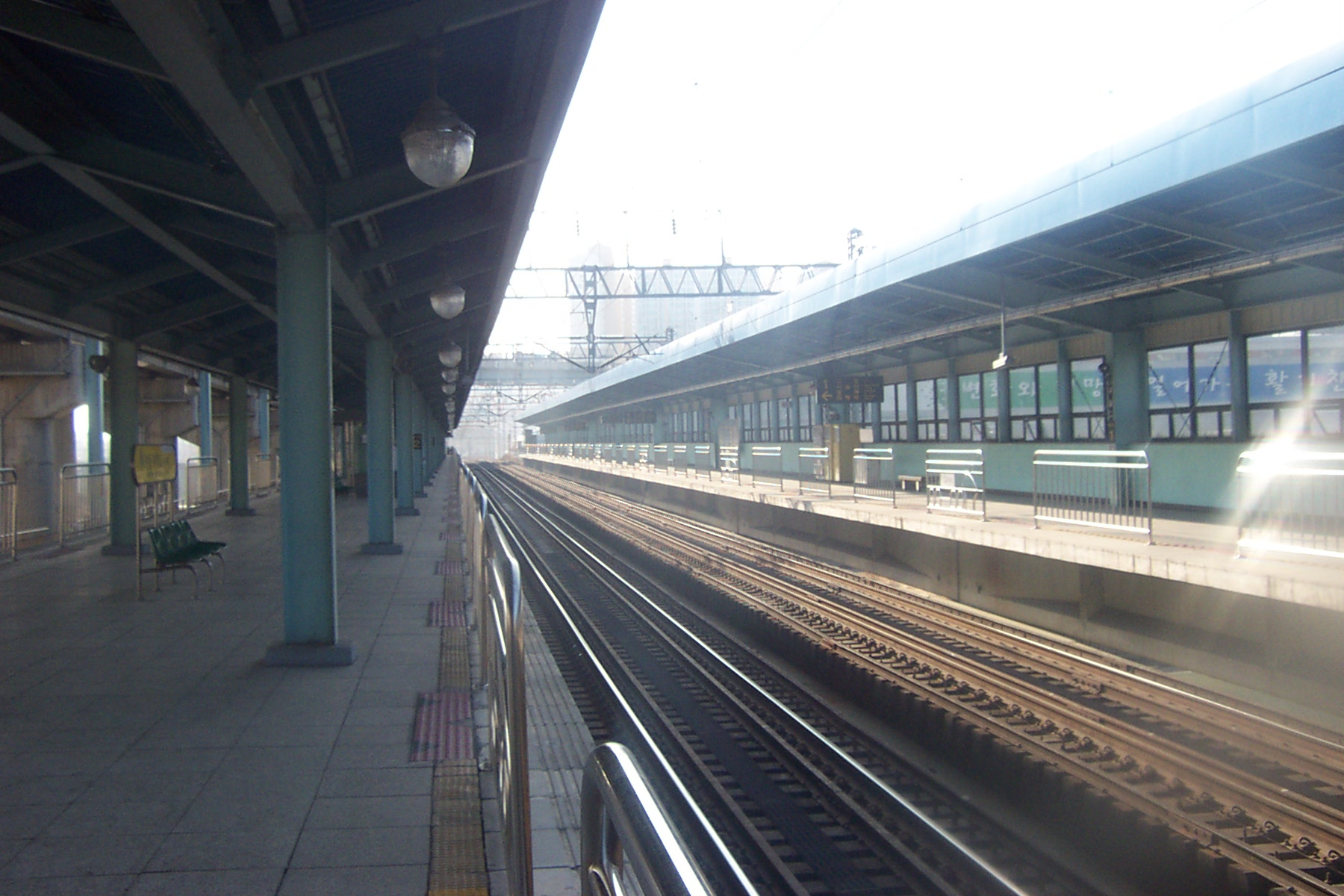
Sân ga 3 (trước khi lắp cửa chăn)
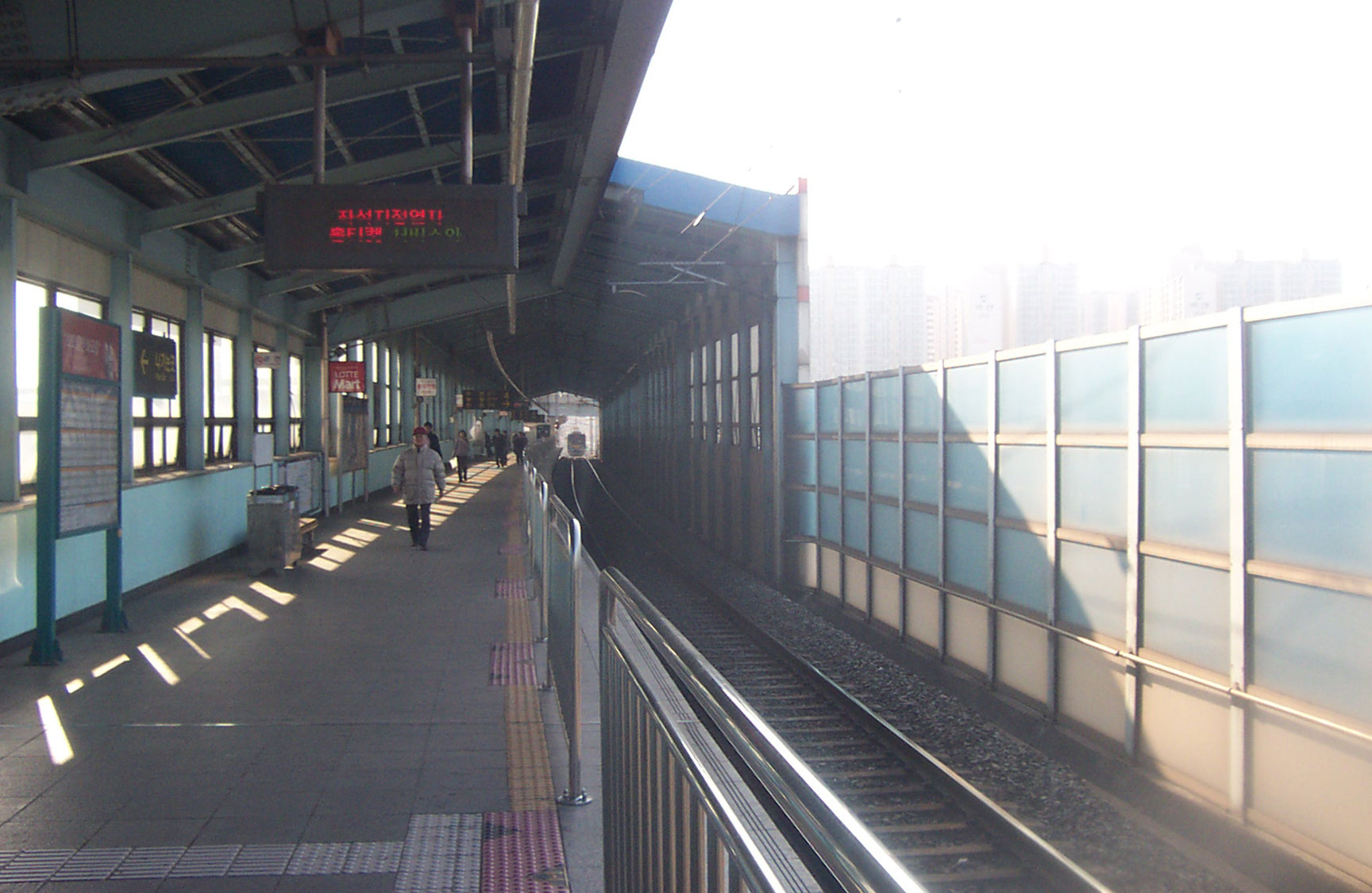
Sân ga 4 (trước khi lắp cửa chăn)
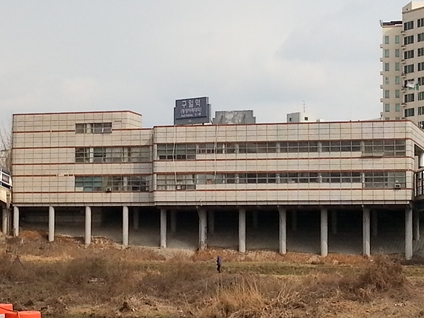
Hướng Anyangcheon
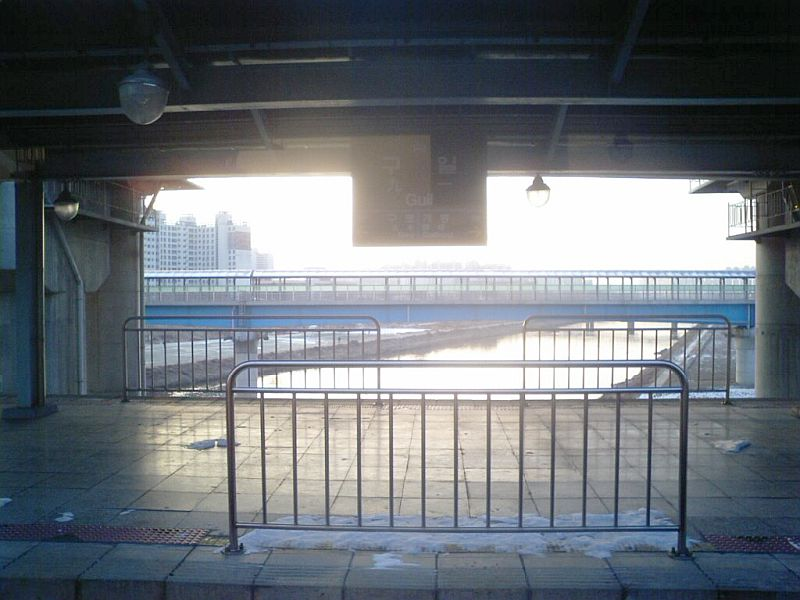
Sân ga (trước khi sửa đổi bảng tên ga)